# Nuottisaari (ö i Södra Österbotten, Kuusiokunnat)
Nuottisaari är en ö i Finland. Den ligger i sjön Kivijärvi och i kommunen Etseri i den ekonomiska regionen  Kuusiokunnat  och landskapet Södra Österbotten, i den centrala delen av landet, 280 km norr om huvudstaden Helsingfors. Öns area är 5,3 hektar och dess största längd är 0,6 kilometer i nord-sydlig riktning.